# Franz Marc
Franz Moritz Wilhelm Marc (München, 8 februari 1880 – Braquis, 4 maart 1916) was een Duits expressionistisch kunstschilder.
Marc legde zich vooral toe op dierenportretten, waarbij hij niet zozeer de uiterlijke verschijningsvorm, als wel de innerlijke essentie van het dier probeerde te vatten. Hierbij speelde de door hem ontwikkelde kleurensymboliek een grote rol. Zo stond blauw bijvoorbeeld voor "het mannelijke principe, stug en geestelijk" en geel voor "het vrouwelijke principe, zacht, vrolijk en zinnelijk". Onder invloed van het kubisme vereenvoudigde hij ook de vormen sterk. Hierdoor neigden zijn schilderijen steeds sterker naar het abstracte. Zijn laatste werken verwijzen duidelijk naar de ware uitdrukkingskracht van het abstracte expressionisme.

## Biografische gegevens
- Geboren op 8 februari 1880 in München.
- In oktober 1900 wordt hij leerling aan de Münchener Kunstakademie, nadat hij gestopt is met zijn studie filologie en theologie. Ook met deze nieuwe studie stopt hij al snel, omdat hij ook hier geen nieuwe inspiratie kan opdoen.
- In mei-september 1903 reist Marc naar Parijs, Bretagne en Normandië. Bestudeert onder meer de oude meesters in het Louvre.
- Op 27 maart 1907 trouwt hij met Marie Schnür. Het huwelijk houdt echter niet lang stand (scheiding 8 juli 1908). Vrijwel direct na het huwelijk verblijft Marc een week in Parijs.
- In 1910 leert hij de gelijkgezinde schilder August Macke kennen, met wie hij snel vriendschap sluit en een intensieve briefwisseling over hun wederzijdse kunst voert. Dankzij Macke wordt hij lid van de Neue Künstlervereinigung München.
- In 1911 ontmoet hij Wassily Kandinsky, met wie hij korte tijd later de Blaue Reiter opricht en het tijdschrift 'de Almanak' opzet. Hij huwt met Maria Franck.
- In september-oktober 1912 reist hij met August Macke naar Parijs. Ontmoeting met Robert Delaunay. Beide Duitse kunstenaars zijn diep onder de indruk van Delaunay's serie "Vensters op Parijs".
- In augustus 1914 meldt hij zich als oorlogsvrijwilliger. Hem wordt opgedragen camouflagedoeken te schilderen. Hij geraakt echter al snel gedesillusioneerd over de oorlog.
- Op 4 maart 1916 wordt hij tijdens een patrouille dodelijk getroffen door een granaat.

## Belangrijkste invloeden
- Jean Bloé Niestlé
- Vincent Van Gogh
- Paul Gauguin
- Wassily Kandinsky
- Paul Cézanne
- Henri Matisse
- August Macke

## Musea
Werken van Franz Marc zijn onder meer in:
- Franz Marc Museum in Kochel am See[1]
- Lenbachhaus in München[2]
- Museum Folkwang in Essen[3]
- Kunsthalle Basel in Bazel[4]
- Museum of Modern Art in New York[5]
- National Gallery of Art in Washington D.C.[6]
- Walker Art Center in Minnesota[7]
- Museum de Fundatie in Zwolle

## Schilderijen

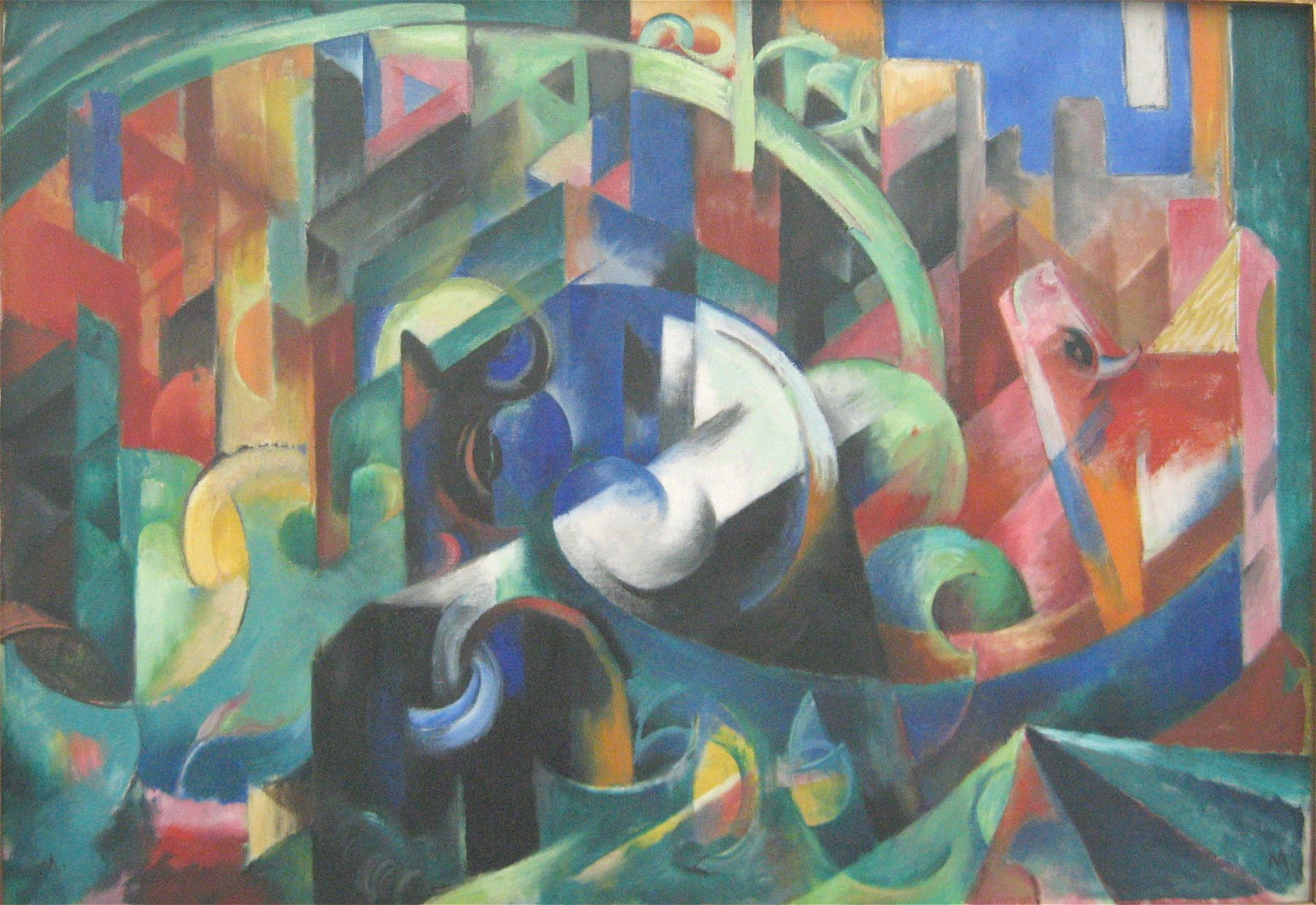
Bild mit Rindern I, 1913
Pinakothek der Moderne München

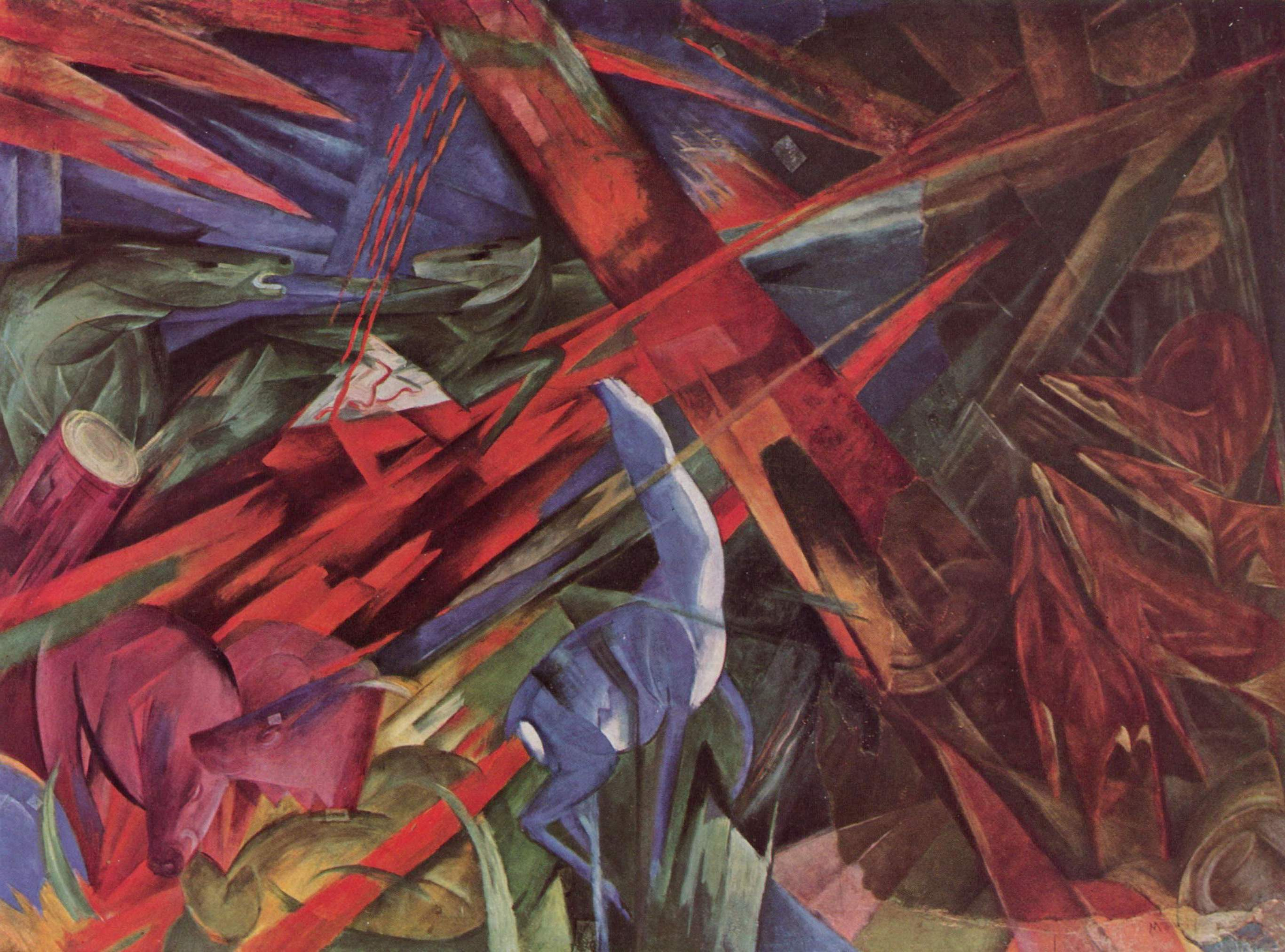
Tierschicksale, 1913
Kunstmuseum Basel

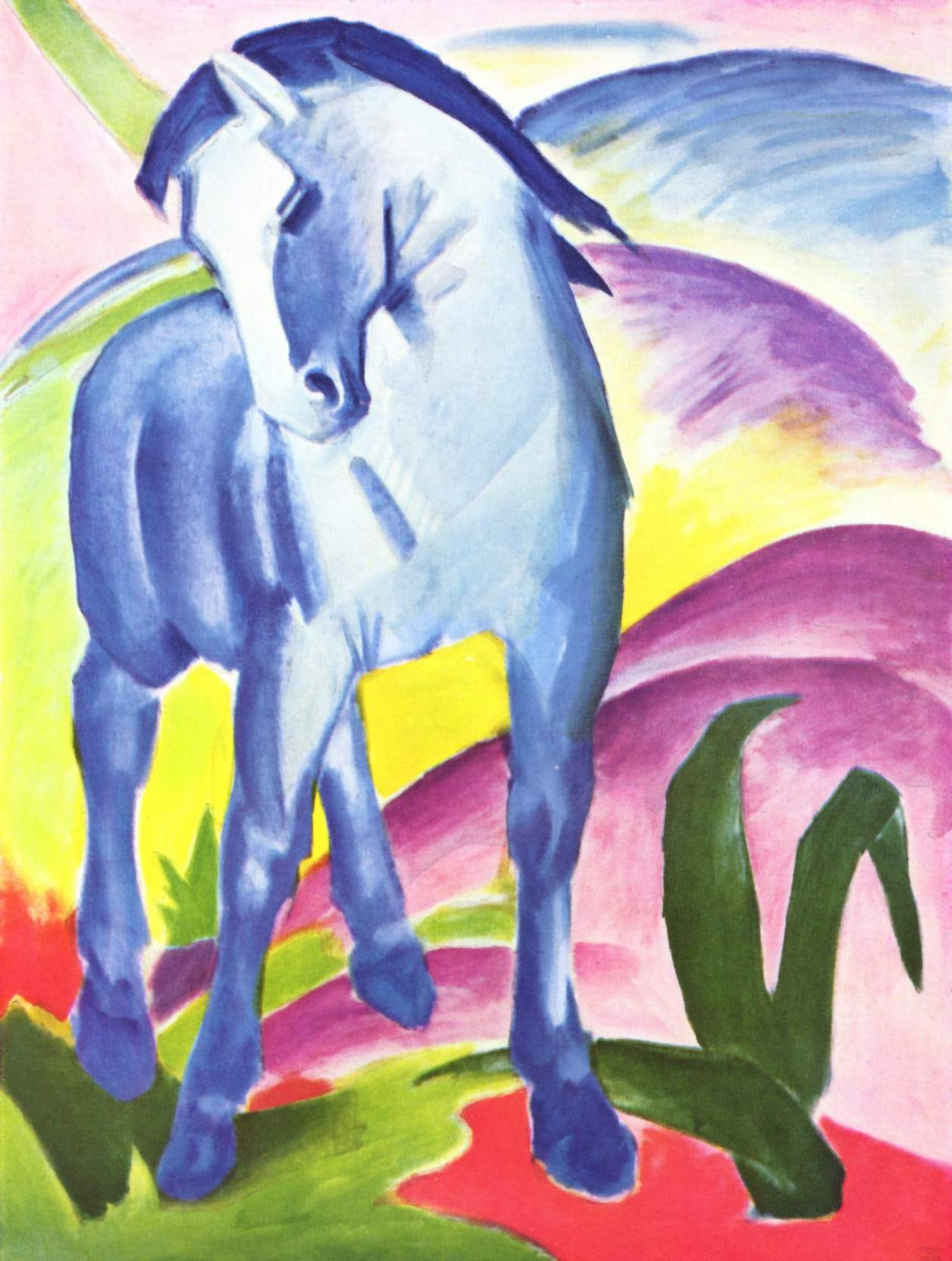
Blauw Paard I (1911)

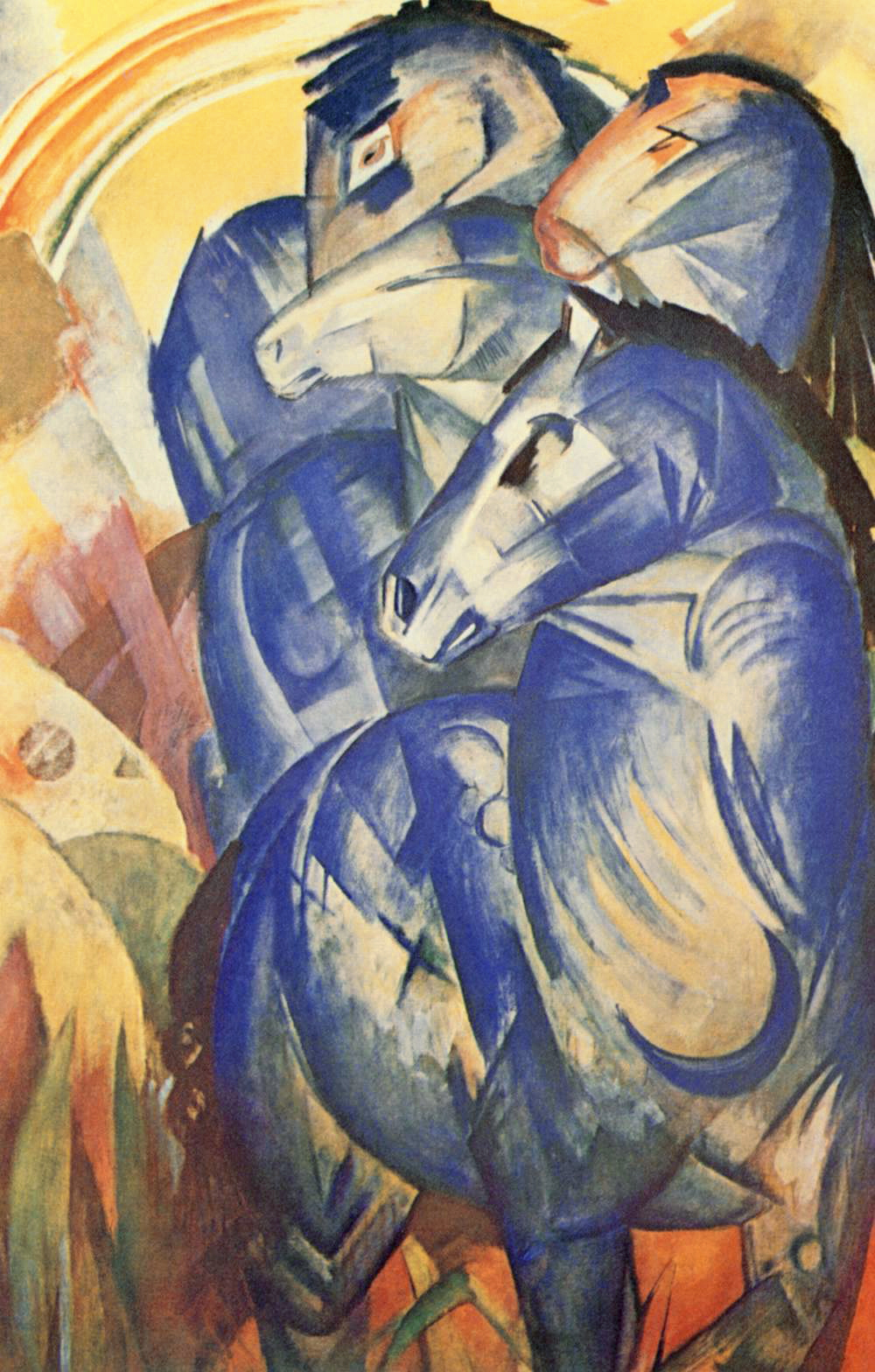
Der Turm der blauen Pferde (1913)

- 1905: Der tote Spatz, 13 × 16,5 cm
- 1905: Kleine Pferdestudie II, 27 × 31 cm
- 1906: Zwei Frauen am Berg
- 1906: Sitzende Bäuerin mit Huhn im Schoß, Farbige Kreide, Schlossmuseum Murnau
- 1907: Frau im Wind am Meer, 26 × 16 cm
- 1908: Lärchenbäumchen, 100 × 71 cm
- 1908: Springender Hund, 67 × 54 cm
- 1909: Kleines Pferdebild, 16 × 25 cm
- 1909: Rehe in der Dämmerung, 100 × 70 cm
- 1909/10: Katzen auf rotem Tuch, 50,5 × 50,5 cm
- 1910: Grasende Pferde, 94 × 64 cm
- 1910: Akt mit Katze, 86,5 × 80 cm
- 1910: Weidende Pferde I, olieverf op doek, 64 × 94 cm, Städtische Galerie im Lenbachhaus in München
- 1911: Rehe im Schnee, olieverf op doek, 84 × 84,5 cm, Städtische Galerie im Lenbachhaus in München
- 1911: Kleine blaue Pferde, Staatsgalerie, Stuttgart, 104 × 66 cm
- 1911: Der Stier, Guggenheim New York, New York, 135 × 101 cm
- 1911: Blaues Pferd I, 112,5 × 84,5 cm, Lenbachhaus in München
- 1911: Liegender Hund im Schnee, Städelsches Kunstinstitut, Frankfurt am Main, 62,5 × 105 cm
- 1911: Die großen blauen Pferde, Walker Art Center, Minneapolis / Minnesota, 181 × 105 cm[8]
- 1911: Fuchs, Von der Heydt-Museum, Wuppertal
- 1911: Rehe im Schnee, Niedersächsische Landesgalerie, Hannover
- 1911: Rote Pferde, 182 × 121 cm
- 1911: Gelbe Kuh, 189,2 × 140,5 cm, Stiftung Moritzburg Kunstmuseum des Landes Sachsen-Anhalt, Halle (Saale)
- 1911/12: Zwei Pferde, 21 × 14 cm
- 1912: Kleine gelbe Pferde, Staatsgalerie, Stuttgart, 104 × 66 cm
- 1912: Tiger, Städtische Galerie im Lenbachhaus, München, 111 × 111 cm
- 1912: Zwei Katzen, blau und gelb, olieverf op doek, 74 × 98 cm Kunstmuseum Basel)
- 1912: Im Regen, Städtische Galerie im Lenbachhaus, München
- 1912: Rote Rehe
- 1912: Rote Rehe II, Franz Marc Museum, Kochel am See, 100 × 70 cm
- 1912: Reh im Wald II, olieverf op doek, 110 × 81 cm, Städtische Galerie im Lenbachhaus in München
- 1912: Schweine, 83 × 58 cm
- 1912: Affe, 100 × 70 cm, Städtische Galerie im Lenbachhaus, München
- 1912: Reh im Klostergarten, olieverf op doek, 75,7 × 101 cm, Städtische Galerie im Lenbachhaus in München
- 1912: Rotes und blaues Pferd, tempera op papier, 26,3 × 34,3 cm, Städtische Galerie im Lenbachhaus in München
- 1912: Im Regen, olieverf op doek, 81 × 105,5 cm, Städtische Galerie im Lenbachhaus in München
- 1912: Das blaue Pferdchen, Saarlandmuseum, Saarbrücken, olieverf op doek, 58 × 73 cm
- 1912: Der Tiger, olieverf op doek, 111 × 101 cm, Städtische Galerie im Lenbachhaus in München
- 1912: Kühe, gelb-rot-grün, olieverf op doek, 62 × 87,5 cm, Städtische Galerie im Lenbachhaus in München
- 1912: Das Äffchen, olieverf op doek, 70,4 × 100 cm, Städtische Galerie im Lenbachhaus in München
- 1913: Tierschicksale, Kunstmuseum Basel, olieverf op doek, 195 × 263,5 cm
- 1913: Füchse, Kunstmuseum Düsseldorf
- 1913: Kleine Komposition III, Hagen, Karl-Osthaus-Museum
- 1913: Der Mandrill, Staatsgalerie moderner Kunst, München
- 1913: Gemälde mit Rindern, 130 × 92 cm
- 1913: Langes gelbes Pferd, 80 × 60 cm
- 1913: Schlafendes Pferd, 46 × 40 cm
- 1913: Rehe im Wald I, 104 × 100 cm
- 1913: Der Turm der blauen Pferde, bekendste werk
- 1913: Wald mit Eichhörnchen, 109,5 × 100 cm
- 1913: Die blauen Fohlen, Kunsthalle Emden, Emden, 55,7 × 38,5 cm
- 1913: De schepping van de paarden, Museum de Fundatie, 45,0 × 40,0 cm (huidige naam op basis van onderzoek in 2003-2004, voorheen ook bekend als Drie fabeldieren en Blauwe reeën)[9].
- 1913/14: Rehe im Wald II, Staatliche Kunsthalle, Karlsruhe
- 1913/14: Das Schaf, Boijmans van Beuningen, Rotterdam, 77 x 54,5 cm
- 1914: Landschaft mit Haus, Hund und Rind, privébezit
- 1914: Tirol, Staatsgalerie moderner Kunst, München
- 1914: Kämpfende Formen, Staatsgalerie moderner Kunst, München, 131 × 91 cm
- 1914: Spielende Formen, 56,5 × 170 cm
- 1914: Zerbrochene Formen, 112 × 84,5 cm
- 1914: Kleine Komposition IV, Franz Marc Museum, Kochel (am See)
- 1913/14: Komposition III, Karl-Ernst-Osthaus-Museum, Hagen
- 1914: Das Schaf/Das Lamm, 40 × 59 cm
- 1914: Die Vögel, olieverf op doek, 109 × 100 cm, Städtische Galerie im Lenbachhaus in München

## Tentoonstellingen (selectie)
- Franz Marc and the Blue Rider van 8 april t/m 15 juli 2001 in het Walker Art Center in Minnesota[10]
- Marc, Macke und Delaunay, die Schonheit einer zerbrenden Welt (1910-1914) van 29 maart t/m 19 juli 2009 in het Sprengel-Museum in Hannover[11]